# Altes Rathaus (Leoben)

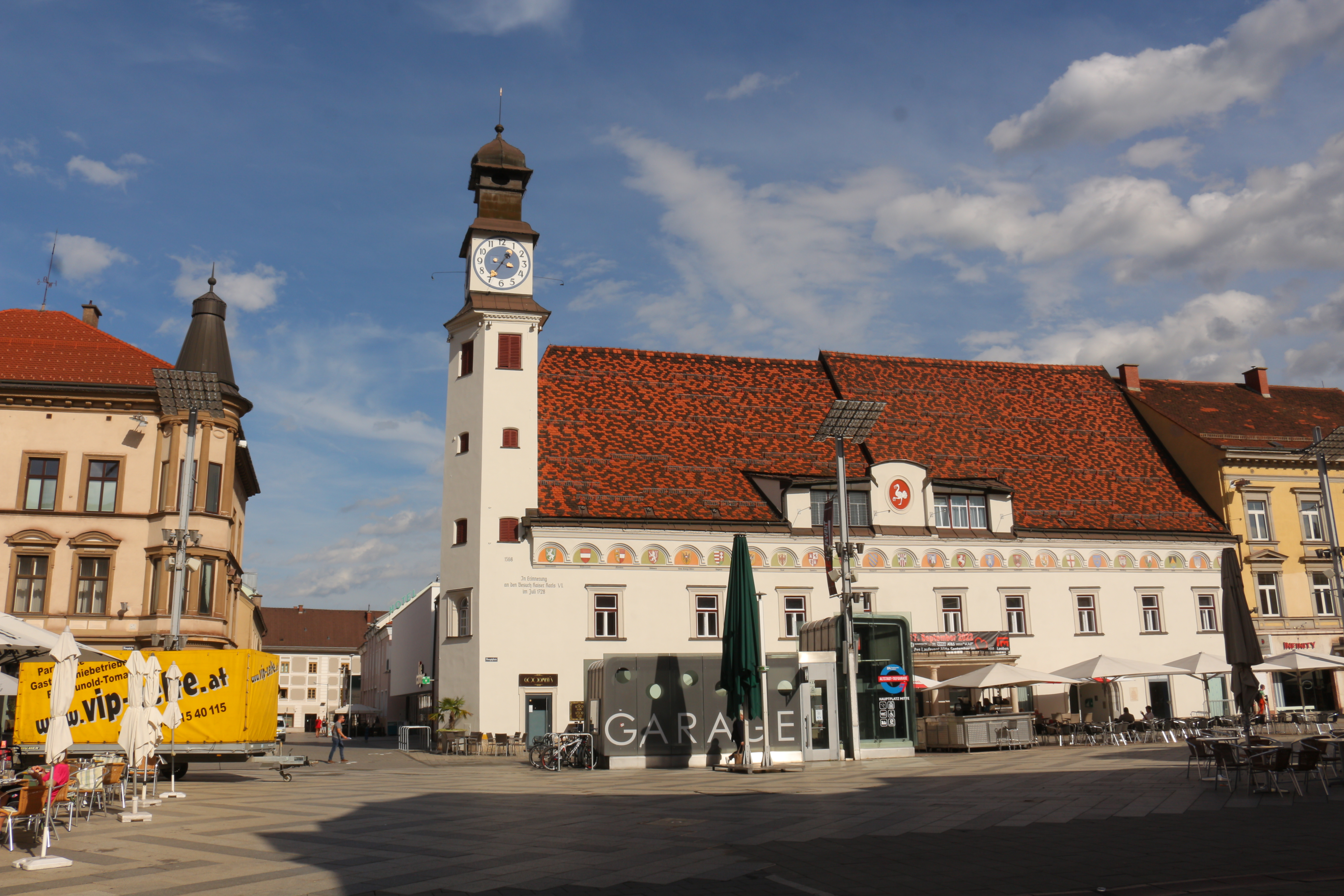
Das Alte Rathaus, aufgenommen vom Hauptplatz (2022)

Das Alte Rathaus ist ein spätmittelalterliches Gebäude am Hauptplatz von Leoben. Es steht unter Denkmalschutz.

## Architektur

### Repräsentationsturm
Das Alte Rathaus umfasst einen fünfeckigen Repräsentationsturm von etwa 29 Metern Höhe. Kurz unter der Spitze wird der Turm vierseitig, mit einer Uhr auf jeder Seite. Die Zeiger der arabisch nummerierten Ziffernblätter tragen an ihren Enden verschiedene Figuren, darunter Sonne und Mond.  

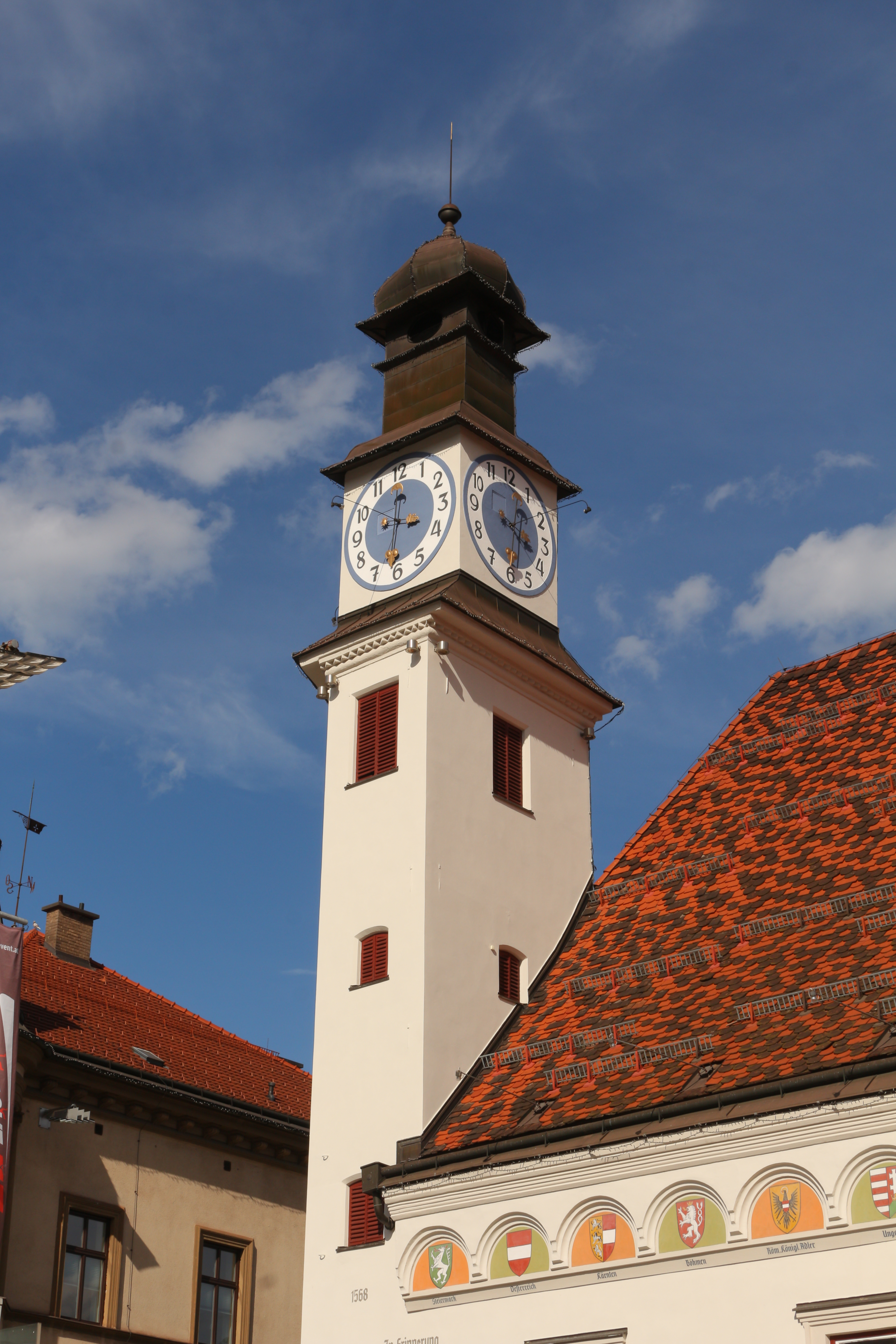
Ansicht von Südwesten
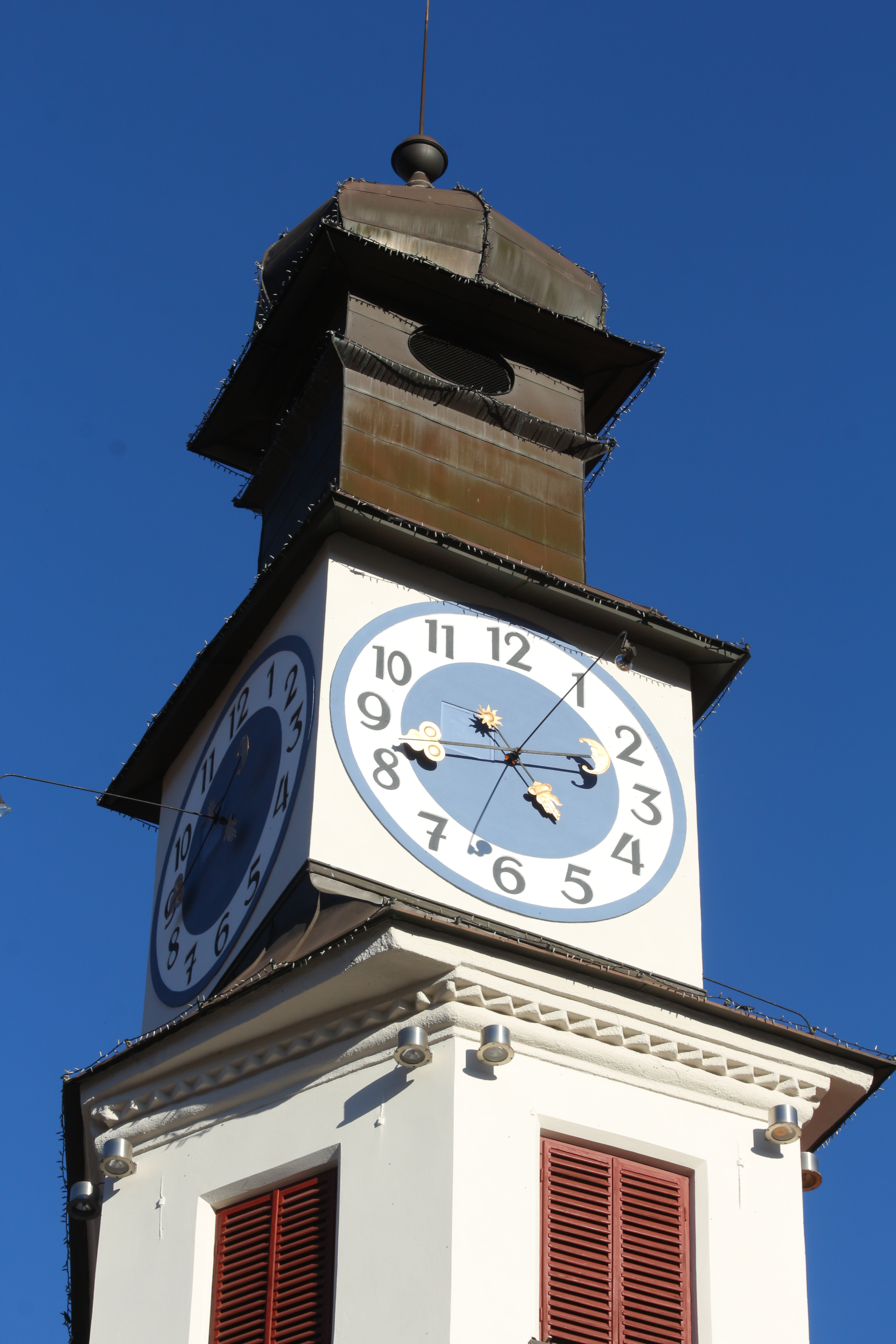
Detailansicht aus Nordwesten
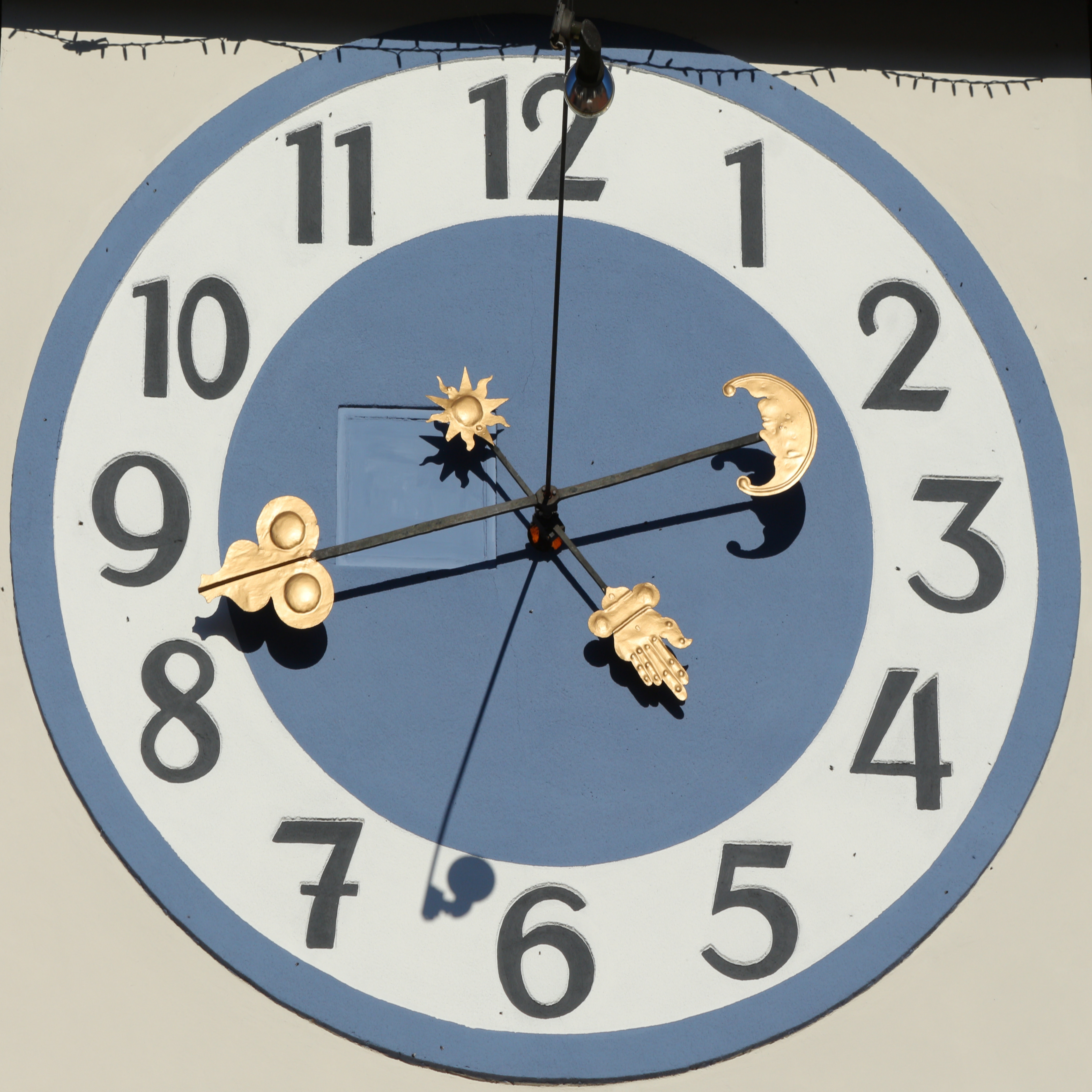
Westseitiges Ziffernblatt

### Wappenfries
Anlässlich des Besuchs von Kaiser Karl VI. im Jahr 1728 wurde die Westseite des Gebäudes mit einem Wappenfries der habsburgischen Kronländer verziert, wie auch eine nebenstehende Inschrift erklärt. 1935 erfolgte eine Erweiterung um die Städtewappen der ehemaligen Untersteiermark auf insgesamt 24 Wappen. Oberhalb des Wappenfrieses ist der eisenfressende Strauß abgebildet, das Wappentier Leobens.
Das Fries zeigt v. l. n. r.:
1. Steirisches Wappen
2. Bindenschild
3. Kärntner Wappen
4. Wappen Böhmens
5. Römischer königlicher Adler
6. Wappen Ungarns
7. Römischer kaiserlicher Adler
8. Tiroler Wappen
9. Wappen Spaniens
10. Wappen Portugals
11. Wappen von Burgund

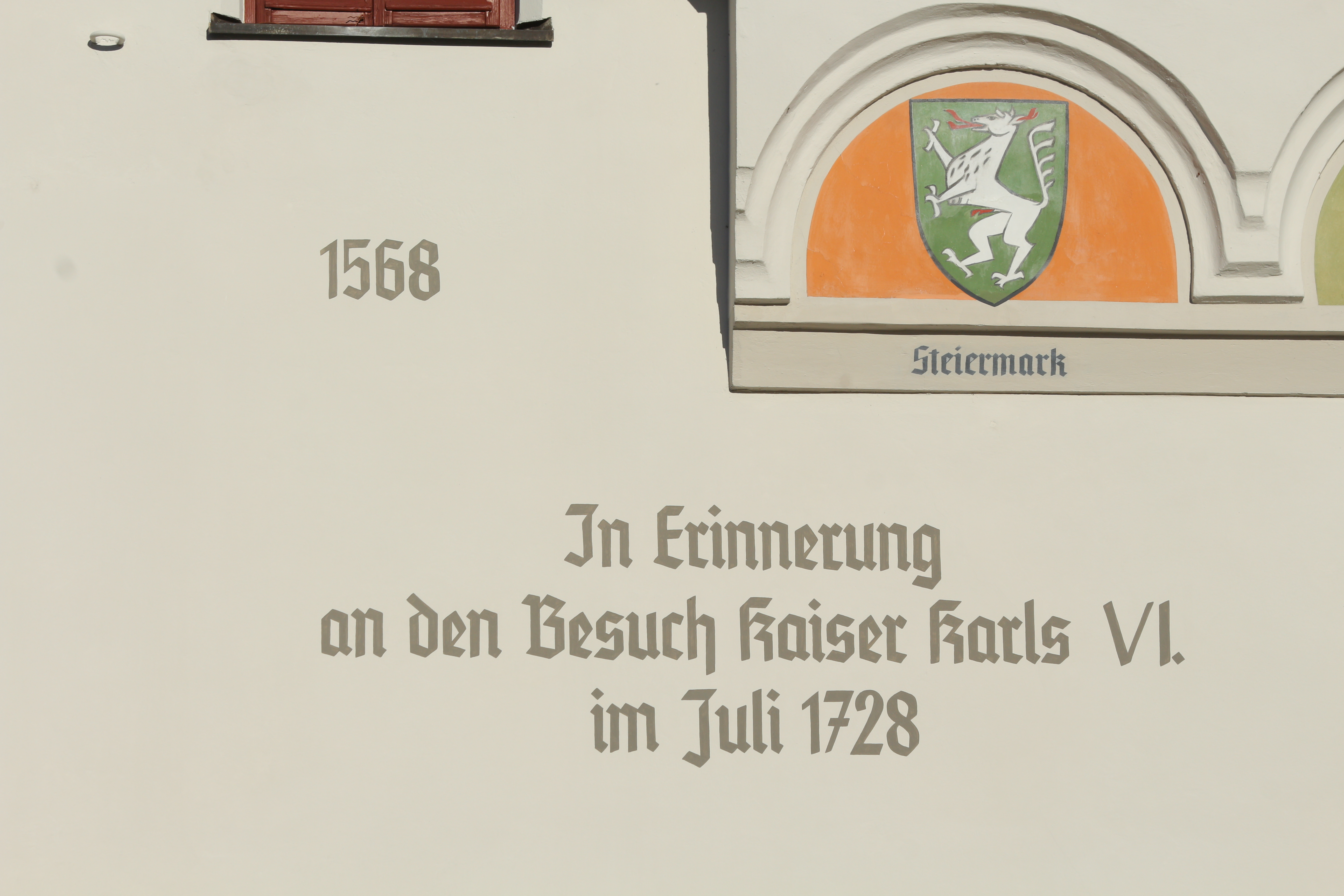
Inschrift mit Errichtungsjahr des Rathausturms (1568) und Erinnerung an den Besuch Kaiser Karls VI. im Juli 1728

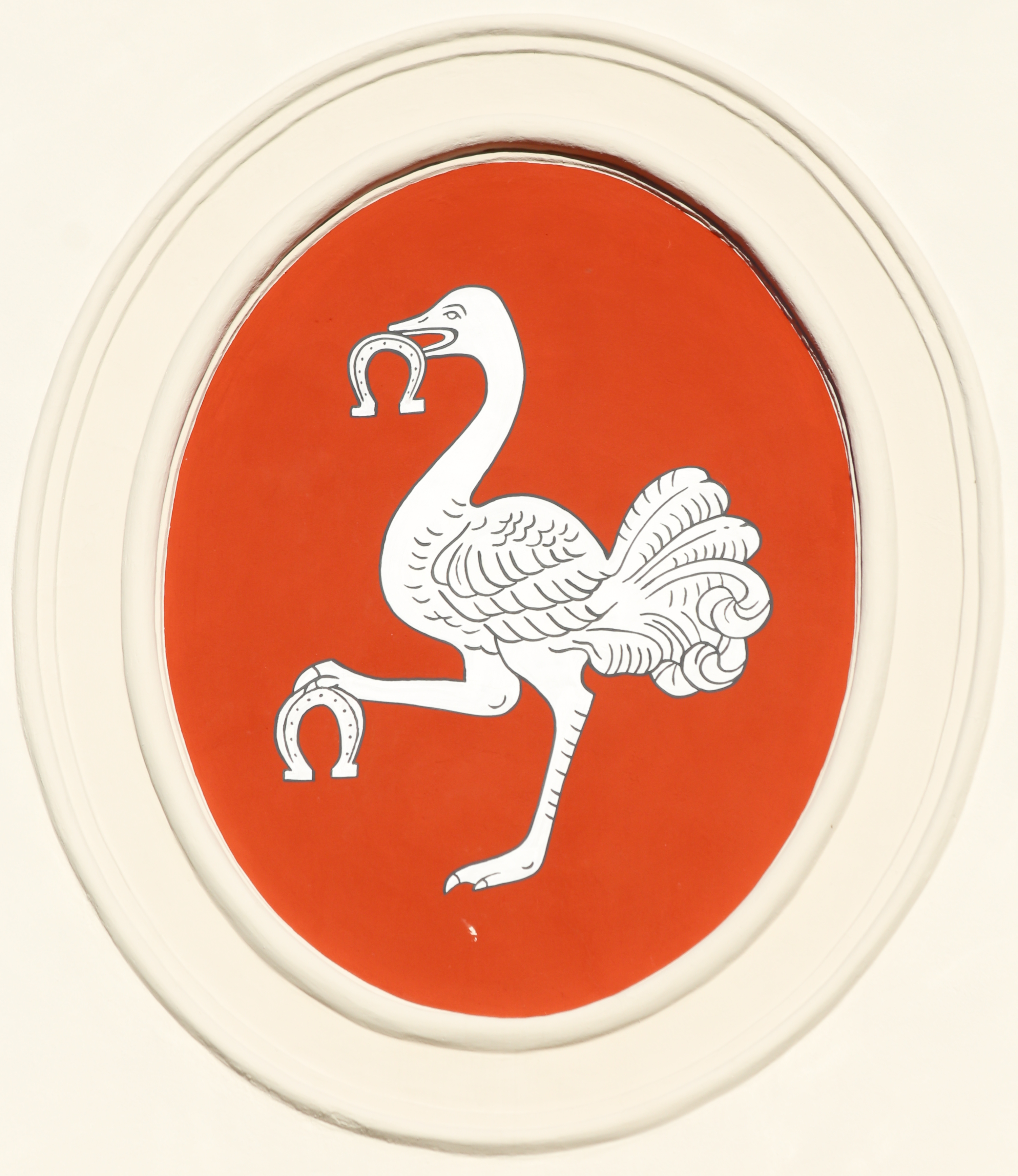
Der eisenfressende Strauß über dem Wappenfries

12. Wappen des Königreichs Sizilien (Haus Aragon)
13. Wappen von Gottschee
14. Wappen von Gonobitz
15. Wappen von Friedau
16. Wappen von Sachsenfeld
17. Wappen von Luttenberg
18. Wappen von Pettau
19. Wappen von Cilli
20. Wappen von Marburg
21. Wappen von Schönstein
22. Wappen von Rann
23. Wappen von Windischgraz
24. Wappen von Mahrenberg

### Live Congress

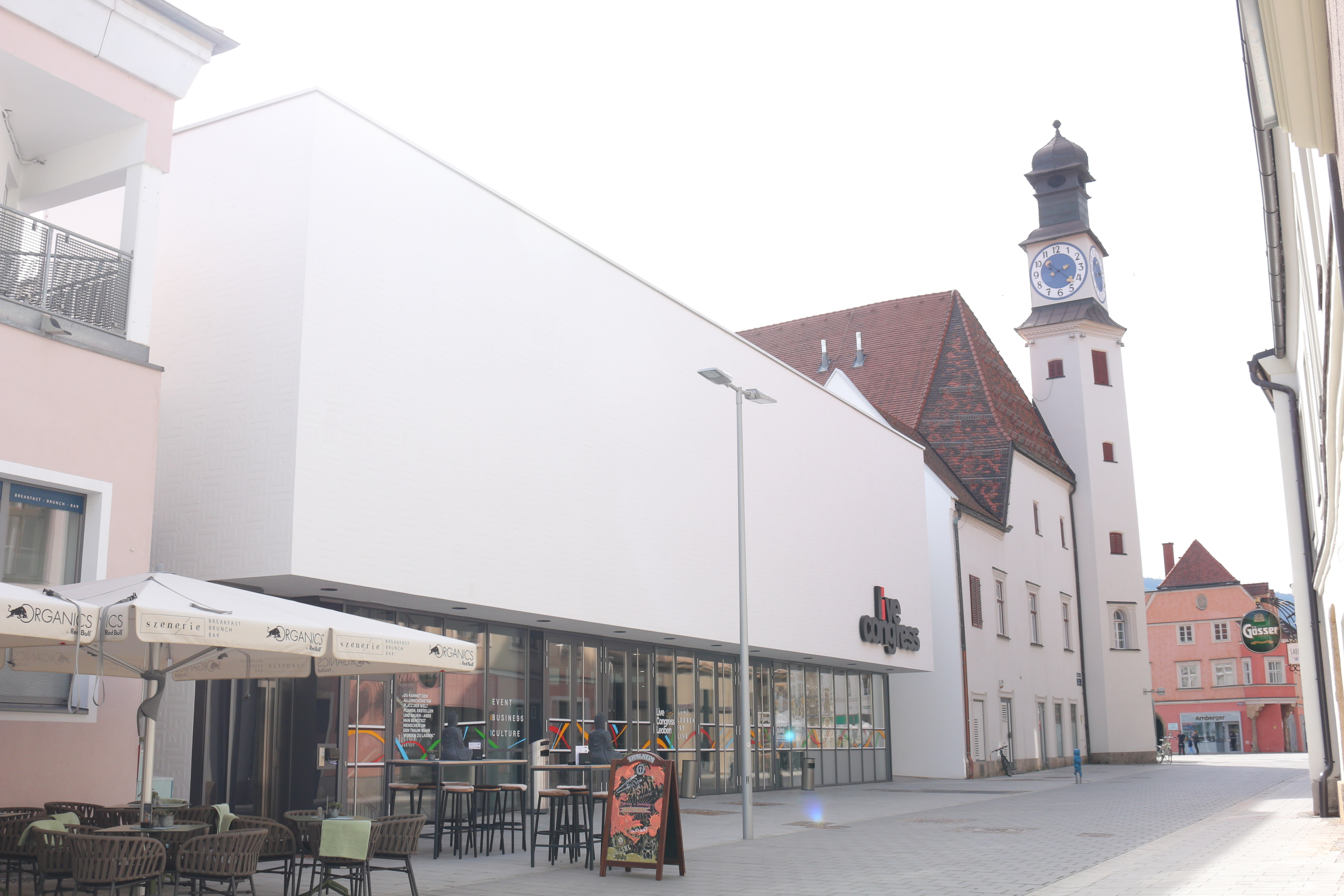
Ansicht auf den neuen Live Congress, 2022

Der für rund 10 Millionen Euro neugestaltete Osttrakt des Alten Rathauses wurde nach zwei Jahren Bauzeit am 3. März 2022 als Live Congress Leoben als Standort für Kongresse und Events wiedereröffnet.

## Geschichte

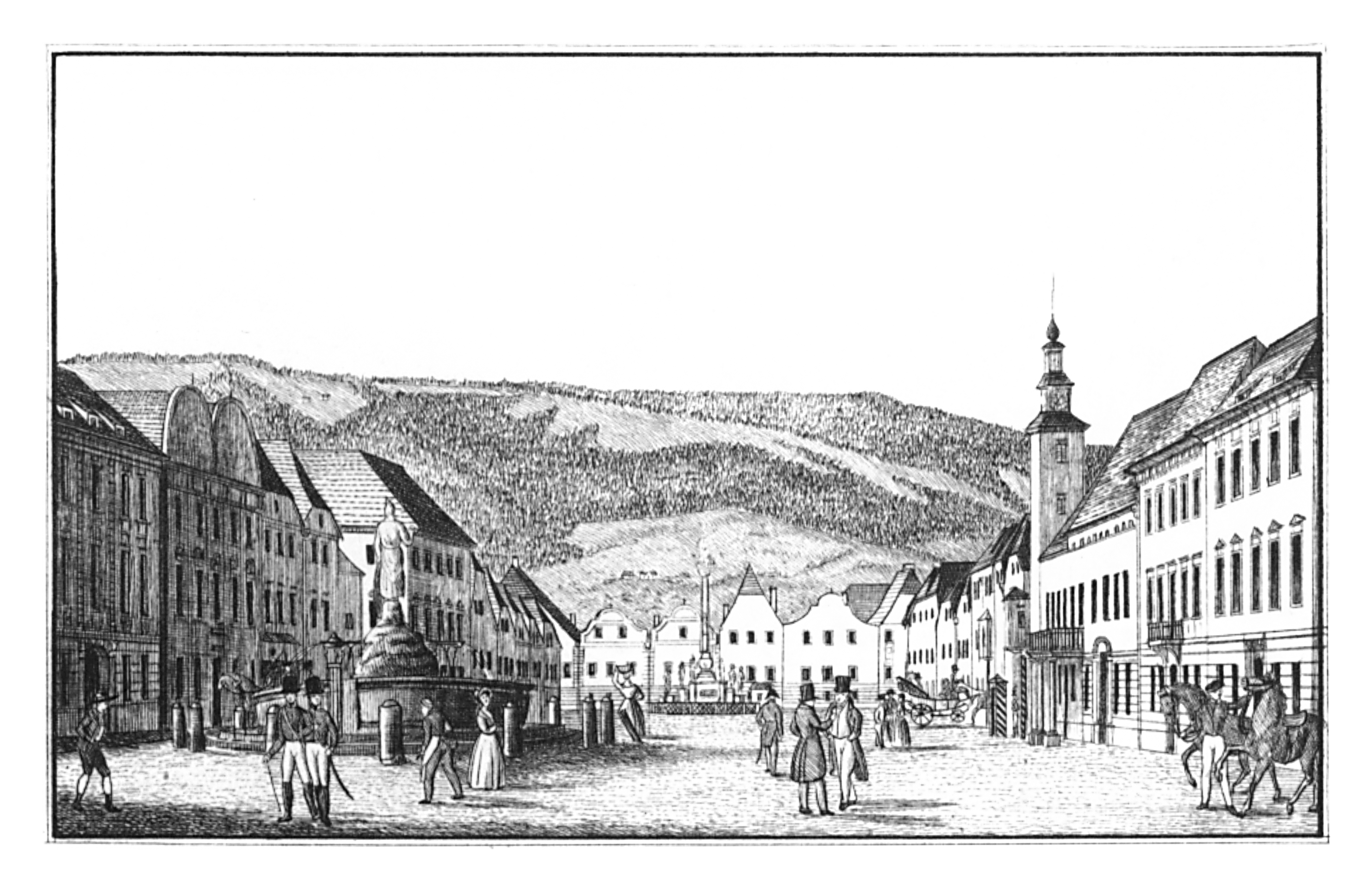
Der Leobner Hauptplatz mit Rathaus (rechts), 1830

Historische Belege für den Bestand des Rathauses am Leobner Hauptplatz reichen bis ins Jahr 1485 zurück. Das Rathaus entstand aus der Zusammenlegung der Bauparzellen dreier mittelalterlicher Hofstätten. Der Repräsentationsturm wurde erst 1568 errichtet, eine Erweiterung um Nachbarhäuser erfolgte im 17. Jahrhundert.

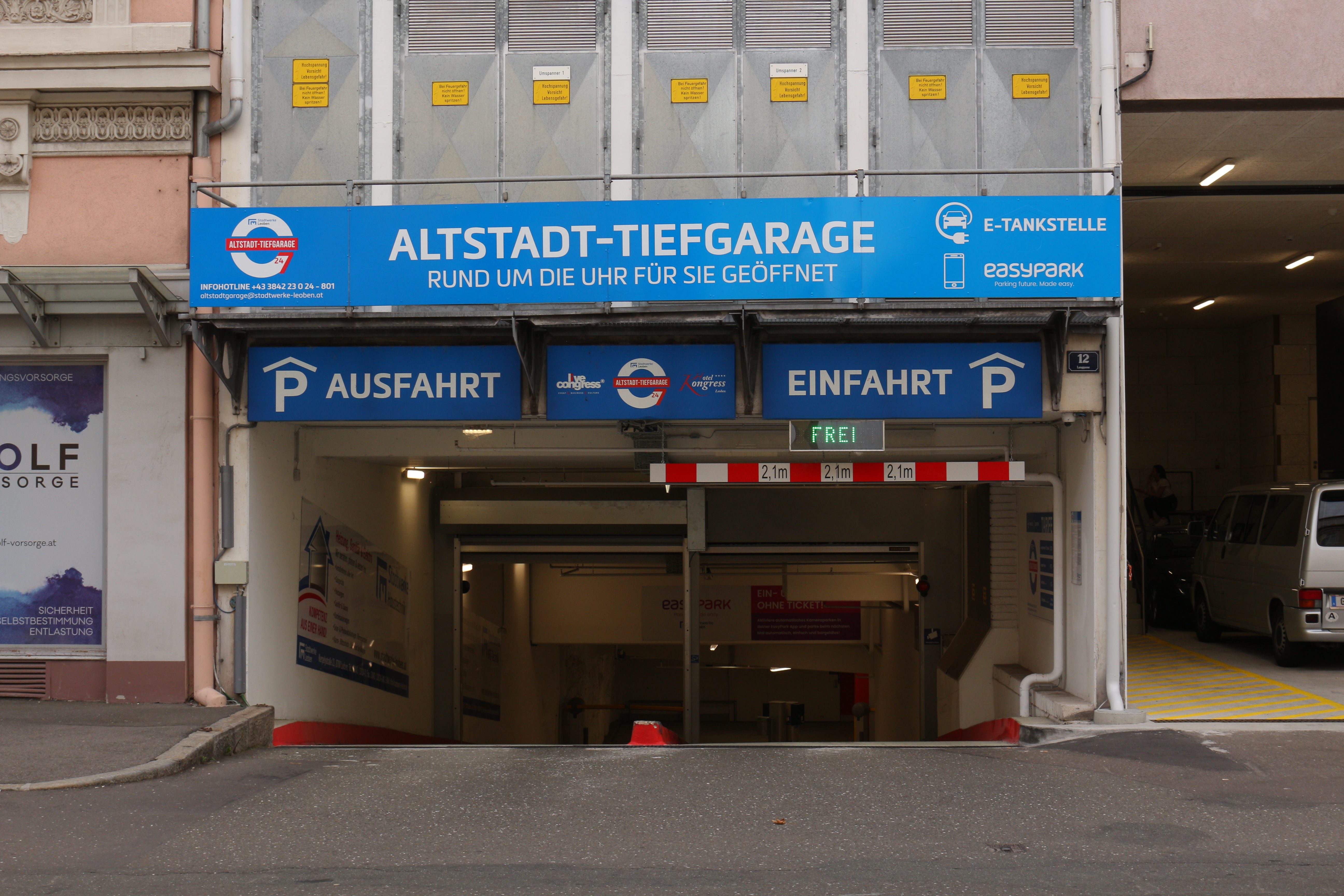
Zufahrt zur Tiefgarage über die Langgasse

Bis zur Fertigstellung des Neuen Rathauses 1973 diente das Gebäude ununterbrochen als Sitz der Leobner Kommunalverwaltung, 1990 fanden bauliche Erweiterungen in Richtung Osten inklusive des Baus einer Tiefgarage statt, um den Gebäudekomplex für Kongresse, Handel und Gastronomie zu nutzen. Die einst rege frequentierte Rathauspassage verzeichnet bis auf die dem Hauptplatz zugewandten Geschäftslokale vorwiegend Leerstand.